# Attaque aux rayons X
|   | a | b | c | d | e | f | g | h |   |
| 8 | Tour blanche sur case noire b8 · Tour noire sur case blanche c8 · Roi noir sur case blanche g8 · Dame noire sur case noire c7 · Pion noir sur case blanche f7 · Pion noir sur case noire g7 · Pion noir sur case blanche h7 · Dame blanche sur case blanche a4 · Pion blanc sur case blanche h3 · Pion blanc sur case noire f2 · Pion blanc sur case blanche g2 · Roi blanc sur case noire g1 | Tour blanche sur case noire b8 · Tour noire sur case blanche c8 · Roi noir sur case blanche g8 · Dame noire sur case noire c7 · Pion noir sur case blanche f7 · Pion noir sur case noire g7 · Pion noir sur case blanche h7 · Dame blanche sur case blanche a4 · Pion blanc sur case blanche h3 · Pion blanc sur case noire f2 · Pion blanc sur case blanche g2 · Roi blanc sur case noire g1 | Tour blanche sur case noire b8 · Tour noire sur case blanche c8 · Roi noir sur case blanche g8 · Dame noire sur case noire c7 · Pion noir sur case blanche f7 · Pion noir sur case noire g7 · Pion noir sur case blanche h7 · Dame blanche sur case blanche a4 · Pion blanc sur case blanche h3 · Pion blanc sur case noire f2 · Pion blanc sur case blanche g2 · Roi blanc sur case noire g1 | Tour blanche sur case noire b8 · Tour noire sur case blanche c8 · Roi noir sur case blanche g8 · Dame noire sur case noire c7 · Pion noir sur case blanche f7 · Pion noir sur case noire g7 · Pion noir sur case blanche h7 · Dame blanche sur case blanche a4 · Pion blanc sur case blanche h3 · Pion blanc sur case noire f2 · Pion blanc sur case blanche g2 · Roi blanc sur case noire g1 | Tour blanche sur case noire b8 · Tour noire sur case blanche c8 · Roi noir sur case blanche g8 · Dame noire sur case noire c7 · Pion noir sur case blanche f7 · Pion noir sur case noire g7 · Pion noir sur case blanche h7 · Dame blanche sur case blanche a4 · Pion blanc sur case blanche h3 · Pion blanc sur case noire f2 · Pion blanc sur case blanche g2 · Roi blanc sur case noire g1 | Tour blanche sur case noire b8 · Tour noire sur case blanche c8 · Roi noir sur case blanche g8 · Dame noire sur case noire c7 · Pion noir sur case blanche f7 · Pion noir sur case noire g7 · Pion noir sur case blanche h7 · Dame blanche sur case blanche a4 · Pion blanc sur case blanche h3 · Pion blanc sur case noire f2 · Pion blanc sur case blanche g2 · Roi blanc sur case noire g1 | Tour blanche sur case noire b8 · Tour noire sur case blanche c8 · Roi noir sur case blanche g8 · Dame noire sur case noire c7 · Pion noir sur case blanche f7 · Pion noir sur case noire g7 · Pion noir sur case blanche h7 · Dame blanche sur case blanche a4 · Pion blanc sur case blanche h3 · Pion blanc sur case noire f2 · Pion blanc sur case blanche g2 · Roi blanc sur case noire g1 | Tour blanche sur case noire b8 · Tour noire sur case blanche c8 · Roi noir sur case blanche g8 · Dame noire sur case noire c7 · Pion noir sur case blanche f7 · Pion noir sur case noire g7 · Pion noir sur case blanche h7 · Dame blanche sur case blanche a4 · Pion blanc sur case blanche h3 · Pion blanc sur case noire f2 · Pion blanc sur case blanche g2 · Roi blanc sur case noire g1 | 8 |
| 7 | Tour blanche sur case noire b8 · Tour noire sur case blanche c8 · Roi noir sur case blanche g8 · Dame noire sur case noire c7 · Pion noir sur case blanche f7 · Pion noir sur case noire g7 · Pion noir sur case blanche h7 · Dame blanche sur case blanche a4 · Pion blanc sur case blanche h3 · Pion blanc sur case noire f2 · Pion blanc sur case blanche g2 · Roi blanc sur case noire g1 | Tour blanche sur case noire b8 · Tour noire sur case blanche c8 · Roi noir sur case blanche g8 · Dame noire sur case noire c7 · Pion noir sur case blanche f7 · Pion noir sur case noire g7 · Pion noir sur case blanche h7 · Dame blanche sur case blanche a4 · Pion blanc sur case blanche h3 · Pion blanc sur case noire f2 · Pion blanc sur case blanche g2 · Roi blanc sur case noire g1 | Tour blanche sur case noire b8 · Tour noire sur case blanche c8 · Roi noir sur case blanche g8 · Dame noire sur case noire c7 · Pion noir sur case blanche f7 · Pion noir sur case noire g7 · Pion noir sur case blanche h7 · Dame blanche sur case blanche a4 · Pion blanc sur case blanche h3 · Pion blanc sur case noire f2 · Pion blanc sur case blanche g2 · Roi blanc sur case noire g1 | Tour blanche sur case noire b8 · Tour noire sur case blanche c8 · Roi noir sur case blanche g8 · Dame noire sur case noire c7 · Pion noir sur case blanche f7 · Pion noir sur case noire g7 · Pion noir sur case blanche h7 · Dame blanche sur case blanche a4 · Pion blanc sur case blanche h3 · Pion blanc sur case noire f2 · Pion blanc sur case blanche g2 · Roi blanc sur case noire g1 | Tour blanche sur case noire b8 · Tour noire sur case blanche c8 · Roi noir sur case blanche g8 · Dame noire sur case noire c7 · Pion noir sur case blanche f7 · Pion noir sur case noire g7 · Pion noir sur case blanche h7 · Dame blanche sur case blanche a4 · Pion blanc sur case blanche h3 · Pion blanc sur case noire f2 · Pion blanc sur case blanche g2 · Roi blanc sur case noire g1 | Tour blanche sur case noire b8 · Tour noire sur case blanche c8 · Roi noir sur case blanche g8 · Dame noire sur case noire c7 · Pion noir sur case blanche f7 · Pion noir sur case noire g7 · Pion noir sur case blanche h7 · Dame blanche sur case blanche a4 · Pion blanc sur case blanche h3 · Pion blanc sur case noire f2 · Pion blanc sur case blanche g2 · Roi blanc sur case noire g1 | Tour blanche sur case noire b8 · Tour noire sur case blanche c8 · Roi noir sur case blanche g8 · Dame noire sur case noire c7 · Pion noir sur case blanche f7 · Pion noir sur case noire g7 · Pion noir sur case blanche h7 · Dame blanche sur case blanche a4 · Pion blanc sur case blanche h3 · Pion blanc sur case noire f2 · Pion blanc sur case blanche g2 · Roi blanc sur case noire g1 | Tour blanche sur case noire b8 · Tour noire sur case blanche c8 · Roi noir sur case blanche g8 · Dame noire sur case noire c7 · Pion noir sur case blanche f7 · Pion noir sur case noire g7 · Pion noir sur case blanche h7 · Dame blanche sur case blanche a4 · Pion blanc sur case blanche h3 · Pion blanc sur case noire f2 · Pion blanc sur case blanche g2 · Roi blanc sur case noire g1 | 7 |
| 6 | Tour blanche sur case noire b8 · Tour noire sur case blanche c8 · Roi noir sur case blanche g8 · Dame noire sur case noire c7 · Pion noir sur case blanche f7 · Pion noir sur case noire g7 · Pion noir sur case blanche h7 · Dame blanche sur case blanche a4 · Pion blanc sur case blanche h3 · Pion blanc sur case noire f2 · Pion blanc sur case blanche g2 · Roi blanc sur case noire g1 | Tour blanche sur case noire b8 · Tour noire sur case blanche c8 · Roi noir sur case blanche g8 · Dame noire sur case noire c7 · Pion noir sur case blanche f7 · Pion noir sur case noire g7 · Pion noir sur case blanche h7 · Dame blanche sur case blanche a4 · Pion blanc sur case blanche h3 · Pion blanc sur case noire f2 · Pion blanc sur case blanche g2 · Roi blanc sur case noire g1 | Tour blanche sur case noire b8 · Tour noire sur case blanche c8 · Roi noir sur case blanche g8 · Dame noire sur case noire c7 · Pion noir sur case blanche f7 · Pion noir sur case noire g7 · Pion noir sur case blanche h7 · Dame blanche sur case blanche a4 · Pion blanc sur case blanche h3 · Pion blanc sur case noire f2 · Pion blanc sur case blanche g2 · Roi blanc sur case noire g1 | Tour blanche sur case noire b8 · Tour noire sur case blanche c8 · Roi noir sur case blanche g8 · Dame noire sur case noire c7 · Pion noir sur case blanche f7 · Pion noir sur case noire g7 · Pion noir sur case blanche h7 · Dame blanche sur case blanche a4 · Pion blanc sur case blanche h3 · Pion blanc sur case noire f2 · Pion blanc sur case blanche g2 · Roi blanc sur case noire g1 | Tour blanche sur case noire b8 · Tour noire sur case blanche c8 · Roi noir sur case blanche g8 · Dame noire sur case noire c7 · Pion noir sur case blanche f7 · Pion noir sur case noire g7 · Pion noir sur case blanche h7 · Dame blanche sur case blanche a4 · Pion blanc sur case blanche h3 · Pion blanc sur case noire f2 · Pion blanc sur case blanche g2 · Roi blanc sur case noire g1 | Tour blanche sur case noire b8 · Tour noire sur case blanche c8 · Roi noir sur case blanche g8 · Dame noire sur case noire c7 · Pion noir sur case blanche f7 · Pion noir sur case noire g7 · Pion noir sur case blanche h7 · Dame blanche sur case blanche a4 · Pion blanc sur case blanche h3 · Pion blanc sur case noire f2 · Pion blanc sur case blanche g2 · Roi blanc sur case noire g1 | Tour blanche sur case noire b8 · Tour noire sur case blanche c8 · Roi noir sur case blanche g8 · Dame noire sur case noire c7 · Pion noir sur case blanche f7 · Pion noir sur case noire g7 · Pion noir sur case blanche h7 · Dame blanche sur case blanche a4 · Pion blanc sur case blanche h3 · Pion blanc sur case noire f2 · Pion blanc sur case blanche g2 · Roi blanc sur case noire g1 | Tour blanche sur case noire b8 · Tour noire sur case blanche c8 · Roi noir sur case blanche g8 · Dame noire sur case noire c7 · Pion noir sur case blanche f7 · Pion noir sur case noire g7 · Pion noir sur case blanche h7 · Dame blanche sur case blanche a4 · Pion blanc sur case blanche h3 · Pion blanc sur case noire f2 · Pion blanc sur case blanche g2 · Roi blanc sur case noire g1 | 6 |
| 5 | Tour blanche sur case noire b8 · Tour noire sur case blanche c8 · Roi noir sur case blanche g8 · Dame noire sur case noire c7 · Pion noir sur case blanche f7 · Pion noir sur case noire g7 · Pion noir sur case blanche h7 · Dame blanche sur case blanche a4 · Pion blanc sur case blanche h3 · Pion blanc sur case noire f2 · Pion blanc sur case blanche g2 · Roi blanc sur case noire g1 | Tour blanche sur case noire b8 · Tour noire sur case blanche c8 · Roi noir sur case blanche g8 · Dame noire sur case noire c7 · Pion noir sur case blanche f7 · Pion noir sur case noire g7 · Pion noir sur case blanche h7 · Dame blanche sur case blanche a4 · Pion blanc sur case blanche h3 · Pion blanc sur case noire f2 · Pion blanc sur case blanche g2 · Roi blanc sur case noire g1 | Tour blanche sur case noire b8 · Tour noire sur case blanche c8 · Roi noir sur case blanche g8 · Dame noire sur case noire c7 · Pion noir sur case blanche f7 · Pion noir sur case noire g7 · Pion noir sur case blanche h7 · Dame blanche sur case blanche a4 · Pion blanc sur case blanche h3 · Pion blanc sur case noire f2 · Pion blanc sur case blanche g2 · Roi blanc sur case noire g1 | Tour blanche sur case noire b8 · Tour noire sur case blanche c8 · Roi noir sur case blanche g8 · Dame noire sur case noire c7 · Pion noir sur case blanche f7 · Pion noir sur case noire g7 · Pion noir sur case blanche h7 · Dame blanche sur case blanche a4 · Pion blanc sur case blanche h3 · Pion blanc sur case noire f2 · Pion blanc sur case blanche g2 · Roi blanc sur case noire g1 | Tour blanche sur case noire b8 · Tour noire sur case blanche c8 · Roi noir sur case blanche g8 · Dame noire sur case noire c7 · Pion noir sur case blanche f7 · Pion noir sur case noire g7 · Pion noir sur case blanche h7 · Dame blanche sur case blanche a4 · Pion blanc sur case blanche h3 · Pion blanc sur case noire f2 · Pion blanc sur case blanche g2 · Roi blanc sur case noire g1 | Tour blanche sur case noire b8 · Tour noire sur case blanche c8 · Roi noir sur case blanche g8 · Dame noire sur case noire c7 · Pion noir sur case blanche f7 · Pion noir sur case noire g7 · Pion noir sur case blanche h7 · Dame blanche sur case blanche a4 · Pion blanc sur case blanche h3 · Pion blanc sur case noire f2 · Pion blanc sur case blanche g2 · Roi blanc sur case noire g1 | Tour blanche sur case noire b8 · Tour noire sur case blanche c8 · Roi noir sur case blanche g8 · Dame noire sur case noire c7 · Pion noir sur case blanche f7 · Pion noir sur case noire g7 · Pion noir sur case blanche h7 · Dame blanche sur case blanche a4 · Pion blanc sur case blanche h3 · Pion blanc sur case noire f2 · Pion blanc sur case blanche g2 · Roi blanc sur case noire g1 | Tour blanche sur case noire b8 · Tour noire sur case blanche c8 · Roi noir sur case blanche g8 · Dame noire sur case noire c7 · Pion noir sur case blanche f7 · Pion noir sur case noire g7 · Pion noir sur case blanche h7 · Dame blanche sur case blanche a4 · Pion blanc sur case blanche h3 · Pion blanc sur case noire f2 · Pion blanc sur case blanche g2 · Roi blanc sur case noire g1 | 5 |
| 4 | Tour blanche sur case noire b8 · Tour noire sur case blanche c8 · Roi noir sur case blanche g8 · Dame noire sur case noire c7 · Pion noir sur case blanche f7 · Pion noir sur case noire g7 · Pion noir sur case blanche h7 · Dame blanche sur case blanche a4 · Pion blanc sur case blanche h3 · Pion blanc sur case noire f2 · Pion blanc sur case blanche g2 · Roi blanc sur case noire g1 | Tour blanche sur case noire b8 · Tour noire sur case blanche c8 · Roi noir sur case blanche g8 · Dame noire sur case noire c7 · Pion noir sur case blanche f7 · Pion noir sur case noire g7 · Pion noir sur case blanche h7 · Dame blanche sur case blanche a4 · Pion blanc sur case blanche h3 · Pion blanc sur case noire f2 · Pion blanc sur case blanche g2 · Roi blanc sur case noire g1 | Tour blanche sur case noire b8 · Tour noire sur case blanche c8 · Roi noir sur case blanche g8 · Dame noire sur case noire c7 · Pion noir sur case blanche f7 · Pion noir sur case noire g7 · Pion noir sur case blanche h7 · Dame blanche sur case blanche a4 · Pion blanc sur case blanche h3 · Pion blanc sur case noire f2 · Pion blanc sur case blanche g2 · Roi blanc sur case noire g1 | Tour blanche sur case noire b8 · Tour noire sur case blanche c8 · Roi noir sur case blanche g8 · Dame noire sur case noire c7 · Pion noir sur case blanche f7 · Pion noir sur case noire g7 · Pion noir sur case blanche h7 · Dame blanche sur case blanche a4 · Pion blanc sur case blanche h3 · Pion blanc sur case noire f2 · Pion blanc sur case blanche g2 · Roi blanc sur case noire g1 | Tour blanche sur case noire b8 · Tour noire sur case blanche c8 · Roi noir sur case blanche g8 · Dame noire sur case noire c7 · Pion noir sur case blanche f7 · Pion noir sur case noire g7 · Pion noir sur case blanche h7 · Dame blanche sur case blanche a4 · Pion blanc sur case blanche h3 · Pion blanc sur case noire f2 · Pion blanc sur case blanche g2 · Roi blanc sur case noire g1 | Tour blanche sur case noire b8 · Tour noire sur case blanche c8 · Roi noir sur case blanche g8 · Dame noire sur case noire c7 · Pion noir sur case blanche f7 · Pion noir sur case noire g7 · Pion noir sur case blanche h7 · Dame blanche sur case blanche a4 · Pion blanc sur case blanche h3 · Pion blanc sur case noire f2 · Pion blanc sur case blanche g2 · Roi blanc sur case noire g1 | Tour blanche sur case noire b8 · Tour noire sur case blanche c8 · Roi noir sur case blanche g8 · Dame noire sur case noire c7 · Pion noir sur case blanche f7 · Pion noir sur case noire g7 · Pion noir sur case blanche h7 · Dame blanche sur case blanche a4 · Pion blanc sur case blanche h3 · Pion blanc sur case noire f2 · Pion blanc sur case blanche g2 · Roi blanc sur case noire g1 | Tour blanche sur case noire b8 · Tour noire sur case blanche c8 · Roi noir sur case blanche g8 · Dame noire sur case noire c7 · Pion noir sur case blanche f7 · Pion noir sur case noire g7 · Pion noir sur case blanche h7 · Dame blanche sur case blanche a4 · Pion blanc sur case blanche h3 · Pion blanc sur case noire f2 · Pion blanc sur case blanche g2 · Roi blanc sur case noire g1 | 4 |
| 3 | Tour blanche sur case noire b8 · Tour noire sur case blanche c8 · Roi noir sur case blanche g8 · Dame noire sur case noire c7 · Pion noir sur case blanche f7 · Pion noir sur case noire g7 · Pion noir sur case blanche h7 · Dame blanche sur case blanche a4 · Pion blanc sur case blanche h3 · Pion blanc sur case noire f2 · Pion blanc sur case blanche g2 · Roi blanc sur case noire g1 | Tour blanche sur case noire b8 · Tour noire sur case blanche c8 · Roi noir sur case blanche g8 · Dame noire sur case noire c7 · Pion noir sur case blanche f7 · Pion noir sur case noire g7 · Pion noir sur case blanche h7 · Dame blanche sur case blanche a4 · Pion blanc sur case blanche h3 · Pion blanc sur case noire f2 · Pion blanc sur case blanche g2 · Roi blanc sur case noire g1 | Tour blanche sur case noire b8 · Tour noire sur case blanche c8 · Roi noir sur case blanche g8 · Dame noire sur case noire c7 · Pion noir sur case blanche f7 · Pion noir sur case noire g7 · Pion noir sur case blanche h7 · Dame blanche sur case blanche a4 · Pion blanc sur case blanche h3 · Pion blanc sur case noire f2 · Pion blanc sur case blanche g2 · Roi blanc sur case noire g1 | Tour blanche sur case noire b8 · Tour noire sur case blanche c8 · Roi noir sur case blanche g8 · Dame noire sur case noire c7 · Pion noir sur case blanche f7 · Pion noir sur case noire g7 · Pion noir sur case blanche h7 · Dame blanche sur case blanche a4 · Pion blanc sur case blanche h3 · Pion blanc sur case noire f2 · Pion blanc sur case blanche g2 · Roi blanc sur case noire g1 | Tour blanche sur case noire b8 · Tour noire sur case blanche c8 · Roi noir sur case blanche g8 · Dame noire sur case noire c7 · Pion noir sur case blanche f7 · Pion noir sur case noire g7 · Pion noir sur case blanche h7 · Dame blanche sur case blanche a4 · Pion blanc sur case blanche h3 · Pion blanc sur case noire f2 · Pion blanc sur case blanche g2 · Roi blanc sur case noire g1 | Tour blanche sur case noire b8 · Tour noire sur case blanche c8 · Roi noir sur case blanche g8 · Dame noire sur case noire c7 · Pion noir sur case blanche f7 · Pion noir sur case noire g7 · Pion noir sur case blanche h7 · Dame blanche sur case blanche a4 · Pion blanc sur case blanche h3 · Pion blanc sur case noire f2 · Pion blanc sur case blanche g2 · Roi blanc sur case noire g1 | Tour blanche sur case noire b8 · Tour noire sur case blanche c8 · Roi noir sur case blanche g8 · Dame noire sur case noire c7 · Pion noir sur case blanche f7 · Pion noir sur case noire g7 · Pion noir sur case blanche h7 · Dame blanche sur case blanche a4 · Pion blanc sur case blanche h3 · Pion blanc sur case noire f2 · Pion blanc sur case blanche g2 · Roi blanc sur case noire g1 | Tour blanche sur case noire b8 · Tour noire sur case blanche c8 · Roi noir sur case blanche g8 · Dame noire sur case noire c7 · Pion noir sur case blanche f7 · Pion noir sur case noire g7 · Pion noir sur case blanche h7 · Dame blanche sur case blanche a4 · Pion blanc sur case blanche h3 · Pion blanc sur case noire f2 · Pion blanc sur case blanche g2 · Roi blanc sur case noire g1 | 3 |
| 2 | Tour blanche sur case noire b8 · Tour noire sur case blanche c8 · Roi noir sur case blanche g8 · Dame noire sur case noire c7 · Pion noir sur case blanche f7 · Pion noir sur case noire g7 · Pion noir sur case blanche h7 · Dame blanche sur case blanche a4 · Pion blanc sur case blanche h3 · Pion blanc sur case noire f2 · Pion blanc sur case blanche g2 · Roi blanc sur case noire g1 | Tour blanche sur case noire b8 · Tour noire sur case blanche c8 · Roi noir sur case blanche g8 · Dame noire sur case noire c7 · Pion noir sur case blanche f7 · Pion noir sur case noire g7 · Pion noir sur case blanche h7 · Dame blanche sur case blanche a4 · Pion blanc sur case blanche h3 · Pion blanc sur case noire f2 · Pion blanc sur case blanche g2 · Roi blanc sur case noire g1 | Tour blanche sur case noire b8 · Tour noire sur case blanche c8 · Roi noir sur case blanche g8 · Dame noire sur case noire c7 · Pion noir sur case blanche f7 · Pion noir sur case noire g7 · Pion noir sur case blanche h7 · Dame blanche sur case blanche a4 · Pion blanc sur case blanche h3 · Pion blanc sur case noire f2 · Pion blanc sur case blanche g2 · Roi blanc sur case noire g1 | Tour blanche sur case noire b8 · Tour noire sur case blanche c8 · Roi noir sur case blanche g8 · Dame noire sur case noire c7 · Pion noir sur case blanche f7 · Pion noir sur case noire g7 · Pion noir sur case blanche h7 · Dame blanche sur case blanche a4 · Pion blanc sur case blanche h3 · Pion blanc sur case noire f2 · Pion blanc sur case blanche g2 · Roi blanc sur case noire g1 | Tour blanche sur case noire b8 · Tour noire sur case blanche c8 · Roi noir sur case blanche g8 · Dame noire sur case noire c7 · Pion noir sur case blanche f7 · Pion noir sur case noire g7 · Pion noir sur case blanche h7 · Dame blanche sur case blanche a4 · Pion blanc sur case blanche h3 · Pion blanc sur case noire f2 · Pion blanc sur case blanche g2 · Roi blanc sur case noire g1 | Tour blanche sur case noire b8 · Tour noire sur case blanche c8 · Roi noir sur case blanche g8 · Dame noire sur case noire c7 · Pion noir sur case blanche f7 · Pion noir sur case noire g7 · Pion noir sur case blanche h7 · Dame blanche sur case blanche a4 · Pion blanc sur case blanche h3 · Pion blanc sur case noire f2 · Pion blanc sur case blanche g2 · Roi blanc sur case noire g1 | Tour blanche sur case noire b8 · Tour noire sur case blanche c8 · Roi noir sur case blanche g8 · Dame noire sur case noire c7 · Pion noir sur case blanche f7 · Pion noir sur case noire g7 · Pion noir sur case blanche h7 · Dame blanche sur case blanche a4 · Pion blanc sur case blanche h3 · Pion blanc sur case noire f2 · Pion blanc sur case blanche g2 · Roi blanc sur case noire g1 | Tour blanche sur case noire b8 · Tour noire sur case blanche c8 · Roi noir sur case blanche g8 · Dame noire sur case noire c7 · Pion noir sur case blanche f7 · Pion noir sur case noire g7 · Pion noir sur case blanche h7 · Dame blanche sur case blanche a4 · Pion blanc sur case blanche h3 · Pion blanc sur case noire f2 · Pion blanc sur case blanche g2 · Roi blanc sur case noire g1 | 2 |
| 1 | Tour blanche sur case noire b8 · Tour noire sur case blanche c8 · Roi noir sur case blanche g8 · Dame noire sur case noire c7 · Pion noir sur case blanche f7 · Pion noir sur case noire g7 · Pion noir sur case blanche h7 · Dame blanche sur case blanche a4 · Pion blanc sur case blanche h3 · Pion blanc sur case noire f2 · Pion blanc sur case blanche g2 · Roi blanc sur case noire g1 | Tour blanche sur case noire b8 · Tour noire sur case blanche c8 · Roi noir sur case blanche g8 · Dame noire sur case noire c7 · Pion noir sur case blanche f7 · Pion noir sur case noire g7 · Pion noir sur case blanche h7 · Dame blanche sur case blanche a4 · Pion blanc sur case blanche h3 · Pion blanc sur case noire f2 · Pion blanc sur case blanche g2 · Roi blanc sur case noire g1 | Tour blanche sur case noire b8 · Tour noire sur case blanche c8 · Roi noir sur case blanche g8 · Dame noire sur case noire c7 · Pion noir sur case blanche f7 · Pion noir sur case noire g7 · Pion noir sur case blanche h7 · Dame blanche sur case blanche a4 · Pion blanc sur case blanche h3 · Pion blanc sur case noire f2 · Pion blanc sur case blanche g2 · Roi blanc sur case noire g1 | Tour blanche sur case noire b8 · Tour noire sur case blanche c8 · Roi noir sur case blanche g8 · Dame noire sur case noire c7 · Pion noir sur case blanche f7 · Pion noir sur case noire g7 · Pion noir sur case blanche h7 · Dame blanche sur case blanche a4 · Pion blanc sur case blanche h3 · Pion blanc sur case noire f2 · Pion blanc sur case blanche g2 · Roi blanc sur case noire g1 | Tour blanche sur case noire b8 · Tour noire sur case blanche c8 · Roi noir sur case blanche g8 · Dame noire sur case noire c7 · Pion noir sur case blanche f7 · Pion noir sur case noire g7 · Pion noir sur case blanche h7 · Dame blanche sur case blanche a4 · Pion blanc sur case blanche h3 · Pion blanc sur case noire f2 · Pion blanc sur case blanche g2 · Roi blanc sur case noire g1 | Tour blanche sur case noire b8 · Tour noire sur case blanche c8 · Roi noir sur case blanche g8 · Dame noire sur case noire c7 · Pion noir sur case blanche f7 · Pion noir sur case noire g7 · Pion noir sur case blanche h7 · Dame blanche sur case blanche a4 · Pion blanc sur case blanche h3 · Pion blanc sur case noire f2 · Pion blanc sur case blanche g2 · Roi blanc sur case noire g1 | Tour blanche sur case noire b8 · Tour noire sur case blanche c8 · Roi noir sur case blanche g8 · Dame noire sur case noire c7 · Pion noir sur case blanche f7 · Pion noir sur case noire g7 · Pion noir sur case blanche h7 · Dame blanche sur case blanche a4 · Pion blanc sur case blanche h3 · Pion blanc sur case noire f2 · Pion blanc sur case blanche g2 · Roi blanc sur case noire g1 | Tour blanche sur case noire b8 · Tour noire sur case blanche c8 · Roi noir sur case blanche g8 · Dame noire sur case noire c7 · Pion noir sur case blanche f7 · Pion noir sur case noire g7 · Pion noir sur case blanche h7 · Dame blanche sur case blanche a4 · Pion blanc sur case blanche h3 · Pion blanc sur case noire f2 · Pion blanc sur case blanche g2 · Roi blanc sur case noire g1 | 1 |
|   | a | b | c | d | e | f | g | h |   |

Aux échecs, l'attaque aux rayons X est un mouvement tactique par lequel une pièce contrôle indirectement une case de l’autre côté d’une pièce intermédiaire. En général, une pièce effectuant une attaque aux rayons X :
- soit exécute une enfilade[1],[2],[3],
- soit attaque indirectement une pièce ennemie « à travers » une ou plusieurs autres pièces (voir diagramme de droite).

|   | a | b | c | d | e | f | g | h |   |
| 8 | Tour noire sur case blanche a8 · Roi noir sur case blanche b7 · Cavalier noir sur case noire c7 · Dame blanche sur case noire e7 · Pion noir sur case blanche h7 · Pion noir sur case noire b6 · Pion noir sur case blanche c6 · Pion noir sur case blanche e6 · Pion blanc sur case noire e5 · Pion noir sur case noire g5 · Pion blanc sur case blanche c4 · Pion blanc sur case noire d4 · Dame noire sur case blanche g4 · Cavalier blanc sur case noire c3 · Pion noir sur case blanche f3 · Fou blanc sur case noire d2 · Pion blanc sur case noire f2 · Pion blanc sur case blanche g2 · Pion blanc sur case noire h2 · Tour blanche sur case blanche f1 · Roi blanc sur case noire g1 | Tour noire sur case blanche a8 · Roi noir sur case blanche b7 · Cavalier noir sur case noire c7 · Dame blanche sur case noire e7 · Pion noir sur case blanche h7 · Pion noir sur case noire b6 · Pion noir sur case blanche c6 · Pion noir sur case blanche e6 · Pion blanc sur case noire e5 · Pion noir sur case noire g5 · Pion blanc sur case blanche c4 · Pion blanc sur case noire d4 · Dame noire sur case blanche g4 · Cavalier blanc sur case noire c3 · Pion noir sur case blanche f3 · Fou blanc sur case noire d2 · Pion blanc sur case noire f2 · Pion blanc sur case blanche g2 · Pion blanc sur case noire h2 · Tour blanche sur case blanche f1 · Roi blanc sur case noire g1 | Tour noire sur case blanche a8 · Roi noir sur case blanche b7 · Cavalier noir sur case noire c7 · Dame blanche sur case noire e7 · Pion noir sur case blanche h7 · Pion noir sur case noire b6 · Pion noir sur case blanche c6 · Pion noir sur case blanche e6 · Pion blanc sur case noire e5 · Pion noir sur case noire g5 · Pion blanc sur case blanche c4 · Pion blanc sur case noire d4 · Dame noire sur case blanche g4 · Cavalier blanc sur case noire c3 · Pion noir sur case blanche f3 · Fou blanc sur case noire d2 · Pion blanc sur case noire f2 · Pion blanc sur case blanche g2 · Pion blanc sur case noire h2 · Tour blanche sur case blanche f1 · Roi blanc sur case noire g1 | Tour noire sur case blanche a8 · Roi noir sur case blanche b7 · Cavalier noir sur case noire c7 · Dame blanche sur case noire e7 · Pion noir sur case blanche h7 · Pion noir sur case noire b6 · Pion noir sur case blanche c6 · Pion noir sur case blanche e6 · Pion blanc sur case noire e5 · Pion noir sur case noire g5 · Pion blanc sur case blanche c4 · Pion blanc sur case noire d4 · Dame noire sur case blanche g4 · Cavalier blanc sur case noire c3 · Pion noir sur case blanche f3 · Fou blanc sur case noire d2 · Pion blanc sur case noire f2 · Pion blanc sur case blanche g2 · Pion blanc sur case noire h2 · Tour blanche sur case blanche f1 · Roi blanc sur case noire g1 | Tour noire sur case blanche a8 · Roi noir sur case blanche b7 · Cavalier noir sur case noire c7 · Dame blanche sur case noire e7 · Pion noir sur case blanche h7 · Pion noir sur case noire b6 · Pion noir sur case blanche c6 · Pion noir sur case blanche e6 · Pion blanc sur case noire e5 · Pion noir sur case noire g5 · Pion blanc sur case blanche c4 · Pion blanc sur case noire d4 · Dame noire sur case blanche g4 · Cavalier blanc sur case noire c3 · Pion noir sur case blanche f3 · Fou blanc sur case noire d2 · Pion blanc sur case noire f2 · Pion blanc sur case blanche g2 · Pion blanc sur case noire h2 · Tour blanche sur case blanche f1 · Roi blanc sur case noire g1 | Tour noire sur case blanche a8 · Roi noir sur case blanche b7 · Cavalier noir sur case noire c7 · Dame blanche sur case noire e7 · Pion noir sur case blanche h7 · Pion noir sur case noire b6 · Pion noir sur case blanche c6 · Pion noir sur case blanche e6 · Pion blanc sur case noire e5 · Pion noir sur case noire g5 · Pion blanc sur case blanche c4 · Pion blanc sur case noire d4 · Dame noire sur case blanche g4 · Cavalier blanc sur case noire c3 · Pion noir sur case blanche f3 · Fou blanc sur case noire d2 · Pion blanc sur case noire f2 · Pion blanc sur case blanche g2 · Pion blanc sur case noire h2 · Tour blanche sur case blanche f1 · Roi blanc sur case noire g1 | Tour noire sur case blanche a8 · Roi noir sur case blanche b7 · Cavalier noir sur case noire c7 · Dame blanche sur case noire e7 · Pion noir sur case blanche h7 · Pion noir sur case noire b6 · Pion noir sur case blanche c6 · Pion noir sur case blanche e6 · Pion blanc sur case noire e5 · Pion noir sur case noire g5 · Pion blanc sur case blanche c4 · Pion blanc sur case noire d4 · Dame noire sur case blanche g4 · Cavalier blanc sur case noire c3 · Pion noir sur case blanche f3 · Fou blanc sur case noire d2 · Pion blanc sur case noire f2 · Pion blanc sur case blanche g2 · Pion blanc sur case noire h2 · Tour blanche sur case blanche f1 · Roi blanc sur case noire g1 | Tour noire sur case blanche a8 · Roi noir sur case blanche b7 · Cavalier noir sur case noire c7 · Dame blanche sur case noire e7 · Pion noir sur case blanche h7 · Pion noir sur case noire b6 · Pion noir sur case blanche c6 · Pion noir sur case blanche e6 · Pion blanc sur case noire e5 · Pion noir sur case noire g5 · Pion blanc sur case blanche c4 · Pion blanc sur case noire d4 · Dame noire sur case blanche g4 · Cavalier blanc sur case noire c3 · Pion noir sur case blanche f3 · Fou blanc sur case noire d2 · Pion blanc sur case noire f2 · Pion blanc sur case blanche g2 · Pion blanc sur case noire h2 · Tour blanche sur case blanche f1 · Roi blanc sur case noire g1 | 8 |
| 7 | Tour noire sur case blanche a8 · Roi noir sur case blanche b7 · Cavalier noir sur case noire c7 · Dame blanche sur case noire e7 · Pion noir sur case blanche h7 · Pion noir sur case noire b6 · Pion noir sur case blanche c6 · Pion noir sur case blanche e6 · Pion blanc sur case noire e5 · Pion noir sur case noire g5 · Pion blanc sur case blanche c4 · Pion blanc sur case noire d4 · Dame noire sur case blanche g4 · Cavalier blanc sur case noire c3 · Pion noir sur case blanche f3 · Fou blanc sur case noire d2 · Pion blanc sur case noire f2 · Pion blanc sur case blanche g2 · Pion blanc sur case noire h2 · Tour blanche sur case blanche f1 · Roi blanc sur case noire g1 | Tour noire sur case blanche a8 · Roi noir sur case blanche b7 · Cavalier noir sur case noire c7 · Dame blanche sur case noire e7 · Pion noir sur case blanche h7 · Pion noir sur case noire b6 · Pion noir sur case blanche c6 · Pion noir sur case blanche e6 · Pion blanc sur case noire e5 · Pion noir sur case noire g5 · Pion blanc sur case blanche c4 · Pion blanc sur case noire d4 · Dame noire sur case blanche g4 · Cavalier blanc sur case noire c3 · Pion noir sur case blanche f3 · Fou blanc sur case noire d2 · Pion blanc sur case noire f2 · Pion blanc sur case blanche g2 · Pion blanc sur case noire h2 · Tour blanche sur case blanche f1 · Roi blanc sur case noire g1 | Tour noire sur case blanche a8 · Roi noir sur case blanche b7 · Cavalier noir sur case noire c7 · Dame blanche sur case noire e7 · Pion noir sur case blanche h7 · Pion noir sur case noire b6 · Pion noir sur case blanche c6 · Pion noir sur case blanche e6 · Pion blanc sur case noire e5 · Pion noir sur case noire g5 · Pion blanc sur case blanche c4 · Pion blanc sur case noire d4 · Dame noire sur case blanche g4 · Cavalier blanc sur case noire c3 · Pion noir sur case blanche f3 · Fou blanc sur case noire d2 · Pion blanc sur case noire f2 · Pion blanc sur case blanche g2 · Pion blanc sur case noire h2 · Tour blanche sur case blanche f1 · Roi blanc sur case noire g1 | Tour noire sur case blanche a8 · Roi noir sur case blanche b7 · Cavalier noir sur case noire c7 · Dame blanche sur case noire e7 · Pion noir sur case blanche h7 · Pion noir sur case noire b6 · Pion noir sur case blanche c6 · Pion noir sur case blanche e6 · Pion blanc sur case noire e5 · Pion noir sur case noire g5 · Pion blanc sur case blanche c4 · Pion blanc sur case noire d4 · Dame noire sur case blanche g4 · Cavalier blanc sur case noire c3 · Pion noir sur case blanche f3 · Fou blanc sur case noire d2 · Pion blanc sur case noire f2 · Pion blanc sur case blanche g2 · Pion blanc sur case noire h2 · Tour blanche sur case blanche f1 · Roi blanc sur case noire g1 | Tour noire sur case blanche a8 · Roi noir sur case blanche b7 · Cavalier noir sur case noire c7 · Dame blanche sur case noire e7 · Pion noir sur case blanche h7 · Pion noir sur case noire b6 · Pion noir sur case blanche c6 · Pion noir sur case blanche e6 · Pion blanc sur case noire e5 · Pion noir sur case noire g5 · Pion blanc sur case blanche c4 · Pion blanc sur case noire d4 · Dame noire sur case blanche g4 · Cavalier blanc sur case noire c3 · Pion noir sur case blanche f3 · Fou blanc sur case noire d2 · Pion blanc sur case noire f2 · Pion blanc sur case blanche g2 · Pion blanc sur case noire h2 · Tour blanche sur case blanche f1 · Roi blanc sur case noire g1 | Tour noire sur case blanche a8 · Roi noir sur case blanche b7 · Cavalier noir sur case noire c7 · Dame blanche sur case noire e7 · Pion noir sur case blanche h7 · Pion noir sur case noire b6 · Pion noir sur case blanche c6 · Pion noir sur case blanche e6 · Pion blanc sur case noire e5 · Pion noir sur case noire g5 · Pion blanc sur case blanche c4 · Pion blanc sur case noire d4 · Dame noire sur case blanche g4 · Cavalier blanc sur case noire c3 · Pion noir sur case blanche f3 · Fou blanc sur case noire d2 · Pion blanc sur case noire f2 · Pion blanc sur case blanche g2 · Pion blanc sur case noire h2 · Tour blanche sur case blanche f1 · Roi blanc sur case noire g1 | Tour noire sur case blanche a8 · Roi noir sur case blanche b7 · Cavalier noir sur case noire c7 · Dame blanche sur case noire e7 · Pion noir sur case blanche h7 · Pion noir sur case noire b6 · Pion noir sur case blanche c6 · Pion noir sur case blanche e6 · Pion blanc sur case noire e5 · Pion noir sur case noire g5 · Pion blanc sur case blanche c4 · Pion blanc sur case noire d4 · Dame noire sur case blanche g4 · Cavalier blanc sur case noire c3 · Pion noir sur case blanche f3 · Fou blanc sur case noire d2 · Pion blanc sur case noire f2 · Pion blanc sur case blanche g2 · Pion blanc sur case noire h2 · Tour blanche sur case blanche f1 · Roi blanc sur case noire g1 | Tour noire sur case blanche a8 · Roi noir sur case blanche b7 · Cavalier noir sur case noire c7 · Dame blanche sur case noire e7 · Pion noir sur case blanche h7 · Pion noir sur case noire b6 · Pion noir sur case blanche c6 · Pion noir sur case blanche e6 · Pion blanc sur case noire e5 · Pion noir sur case noire g5 · Pion blanc sur case blanche c4 · Pion blanc sur case noire d4 · Dame noire sur case blanche g4 · Cavalier blanc sur case noire c3 · Pion noir sur case blanche f3 · Fou blanc sur case noire d2 · Pion blanc sur case noire f2 · Pion blanc sur case blanche g2 · Pion blanc sur case noire h2 · Tour blanche sur case blanche f1 · Roi blanc sur case noire g1 | 7 |
| 6 | Tour noire sur case blanche a8 · Roi noir sur case blanche b7 · Cavalier noir sur case noire c7 · Dame blanche sur case noire e7 · Pion noir sur case blanche h7 · Pion noir sur case noire b6 · Pion noir sur case blanche c6 · Pion noir sur case blanche e6 · Pion blanc sur case noire e5 · Pion noir sur case noire g5 · Pion blanc sur case blanche c4 · Pion blanc sur case noire d4 · Dame noire sur case blanche g4 · Cavalier blanc sur case noire c3 · Pion noir sur case blanche f3 · Fou blanc sur case noire d2 · Pion blanc sur case noire f2 · Pion blanc sur case blanche g2 · Pion blanc sur case noire h2 · Tour blanche sur case blanche f1 · Roi blanc sur case noire g1 | Tour noire sur case blanche a8 · Roi noir sur case blanche b7 · Cavalier noir sur case noire c7 · Dame blanche sur case noire e7 · Pion noir sur case blanche h7 · Pion noir sur case noire b6 · Pion noir sur case blanche c6 · Pion noir sur case blanche e6 · Pion blanc sur case noire e5 · Pion noir sur case noire g5 · Pion blanc sur case blanche c4 · Pion blanc sur case noire d4 · Dame noire sur case blanche g4 · Cavalier blanc sur case noire c3 · Pion noir sur case blanche f3 · Fou blanc sur case noire d2 · Pion blanc sur case noire f2 · Pion blanc sur case blanche g2 · Pion blanc sur case noire h2 · Tour blanche sur case blanche f1 · Roi blanc sur case noire g1 | Tour noire sur case blanche a8 · Roi noir sur case blanche b7 · Cavalier noir sur case noire c7 · Dame blanche sur case noire e7 · Pion noir sur case blanche h7 · Pion noir sur case noire b6 · Pion noir sur case blanche c6 · Pion noir sur case blanche e6 · Pion blanc sur case noire e5 · Pion noir sur case noire g5 · Pion blanc sur case blanche c4 · Pion blanc sur case noire d4 · Dame noire sur case blanche g4 · Cavalier blanc sur case noire c3 · Pion noir sur case blanche f3 · Fou blanc sur case noire d2 · Pion blanc sur case noire f2 · Pion blanc sur case blanche g2 · Pion blanc sur case noire h2 · Tour blanche sur case blanche f1 · Roi blanc sur case noire g1 | Tour noire sur case blanche a8 · Roi noir sur case blanche b7 · Cavalier noir sur case noire c7 · Dame blanche sur case noire e7 · Pion noir sur case blanche h7 · Pion noir sur case noire b6 · Pion noir sur case blanche c6 · Pion noir sur case blanche e6 · Pion blanc sur case noire e5 · Pion noir sur case noire g5 · Pion blanc sur case blanche c4 · Pion blanc sur case noire d4 · Dame noire sur case blanche g4 · Cavalier blanc sur case noire c3 · Pion noir sur case blanche f3 · Fou blanc sur case noire d2 · Pion blanc sur case noire f2 · Pion blanc sur case blanche g2 · Pion blanc sur case noire h2 · Tour blanche sur case blanche f1 · Roi blanc sur case noire g1 | Tour noire sur case blanche a8 · Roi noir sur case blanche b7 · Cavalier noir sur case noire c7 · Dame blanche sur case noire e7 · Pion noir sur case blanche h7 · Pion noir sur case noire b6 · Pion noir sur case blanche c6 · Pion noir sur case blanche e6 · Pion blanc sur case noire e5 · Pion noir sur case noire g5 · Pion blanc sur case blanche c4 · Pion blanc sur case noire d4 · Dame noire sur case blanche g4 · Cavalier blanc sur case noire c3 · Pion noir sur case blanche f3 · Fou blanc sur case noire d2 · Pion blanc sur case noire f2 · Pion blanc sur case blanche g2 · Pion blanc sur case noire h2 · Tour blanche sur case blanche f1 · Roi blanc sur case noire g1 | Tour noire sur case blanche a8 · Roi noir sur case blanche b7 · Cavalier noir sur case noire c7 · Dame blanche sur case noire e7 · Pion noir sur case blanche h7 · Pion noir sur case noire b6 · Pion noir sur case blanche c6 · Pion noir sur case blanche e6 · Pion blanc sur case noire e5 · Pion noir sur case noire g5 · Pion blanc sur case blanche c4 · Pion blanc sur case noire d4 · Dame noire sur case blanche g4 · Cavalier blanc sur case noire c3 · Pion noir sur case blanche f3 · Fou blanc sur case noire d2 · Pion blanc sur case noire f2 · Pion blanc sur case blanche g2 · Pion blanc sur case noire h2 · Tour blanche sur case blanche f1 · Roi blanc sur case noire g1 | Tour noire sur case blanche a8 · Roi noir sur case blanche b7 · Cavalier noir sur case noire c7 · Dame blanche sur case noire e7 · Pion noir sur case blanche h7 · Pion noir sur case noire b6 · Pion noir sur case blanche c6 · Pion noir sur case blanche e6 · Pion blanc sur case noire e5 · Pion noir sur case noire g5 · Pion blanc sur case blanche c4 · Pion blanc sur case noire d4 · Dame noire sur case blanche g4 · Cavalier blanc sur case noire c3 · Pion noir sur case blanche f3 · Fou blanc sur case noire d2 · Pion blanc sur case noire f2 · Pion blanc sur case blanche g2 · Pion blanc sur case noire h2 · Tour blanche sur case blanche f1 · Roi blanc sur case noire g1 | Tour noire sur case blanche a8 · Roi noir sur case blanche b7 · Cavalier noir sur case noire c7 · Dame blanche sur case noire e7 · Pion noir sur case blanche h7 · Pion noir sur case noire b6 · Pion noir sur case blanche c6 · Pion noir sur case blanche e6 · Pion blanc sur case noire e5 · Pion noir sur case noire g5 · Pion blanc sur case blanche c4 · Pion blanc sur case noire d4 · Dame noire sur case blanche g4 · Cavalier blanc sur case noire c3 · Pion noir sur case blanche f3 · Fou blanc sur case noire d2 · Pion blanc sur case noire f2 · Pion blanc sur case blanche g2 · Pion blanc sur case noire h2 · Tour blanche sur case blanche f1 · Roi blanc sur case noire g1 | 6 |
| 5 | Tour noire sur case blanche a8 · Roi noir sur case blanche b7 · Cavalier noir sur case noire c7 · Dame blanche sur case noire e7 · Pion noir sur case blanche h7 · Pion noir sur case noire b6 · Pion noir sur case blanche c6 · Pion noir sur case blanche e6 · Pion blanc sur case noire e5 · Pion noir sur case noire g5 · Pion blanc sur case blanche c4 · Pion blanc sur case noire d4 · Dame noire sur case blanche g4 · Cavalier blanc sur case noire c3 · Pion noir sur case blanche f3 · Fou blanc sur case noire d2 · Pion blanc sur case noire f2 · Pion blanc sur case blanche g2 · Pion blanc sur case noire h2 · Tour blanche sur case blanche f1 · Roi blanc sur case noire g1 | Tour noire sur case blanche a8 · Roi noir sur case blanche b7 · Cavalier noir sur case noire c7 · Dame blanche sur case noire e7 · Pion noir sur case blanche h7 · Pion noir sur case noire b6 · Pion noir sur case blanche c6 · Pion noir sur case blanche e6 · Pion blanc sur case noire e5 · Pion noir sur case noire g5 · Pion blanc sur case blanche c4 · Pion blanc sur case noire d4 · Dame noire sur case blanche g4 · Cavalier blanc sur case noire c3 · Pion noir sur case blanche f3 · Fou blanc sur case noire d2 · Pion blanc sur case noire f2 · Pion blanc sur case blanche g2 · Pion blanc sur case noire h2 · Tour blanche sur case blanche f1 · Roi blanc sur case noire g1 | Tour noire sur case blanche a8 · Roi noir sur case blanche b7 · Cavalier noir sur case noire c7 · Dame blanche sur case noire e7 · Pion noir sur case blanche h7 · Pion noir sur case noire b6 · Pion noir sur case blanche c6 · Pion noir sur case blanche e6 · Pion blanc sur case noire e5 · Pion noir sur case noire g5 · Pion blanc sur case blanche c4 · Pion blanc sur case noire d4 · Dame noire sur case blanche g4 · Cavalier blanc sur case noire c3 · Pion noir sur case blanche f3 · Fou blanc sur case noire d2 · Pion blanc sur case noire f2 · Pion blanc sur case blanche g2 · Pion blanc sur case noire h2 · Tour blanche sur case blanche f1 · Roi blanc sur case noire g1 | Tour noire sur case blanche a8 · Roi noir sur case blanche b7 · Cavalier noir sur case noire c7 · Dame blanche sur case noire e7 · Pion noir sur case blanche h7 · Pion noir sur case noire b6 · Pion noir sur case blanche c6 · Pion noir sur case blanche e6 · Pion blanc sur case noire e5 · Pion noir sur case noire g5 · Pion blanc sur case blanche c4 · Pion blanc sur case noire d4 · Dame noire sur case blanche g4 · Cavalier blanc sur case noire c3 · Pion noir sur case blanche f3 · Fou blanc sur case noire d2 · Pion blanc sur case noire f2 · Pion blanc sur case blanche g2 · Pion blanc sur case noire h2 · Tour blanche sur case blanche f1 · Roi blanc sur case noire g1 | Tour noire sur case blanche a8 · Roi noir sur case blanche b7 · Cavalier noir sur case noire c7 · Dame blanche sur case noire e7 · Pion noir sur case blanche h7 · Pion noir sur case noire b6 · Pion noir sur case blanche c6 · Pion noir sur case blanche e6 · Pion blanc sur case noire e5 · Pion noir sur case noire g5 · Pion blanc sur case blanche c4 · Pion blanc sur case noire d4 · Dame noire sur case blanche g4 · Cavalier blanc sur case noire c3 · Pion noir sur case blanche f3 · Fou blanc sur case noire d2 · Pion blanc sur case noire f2 · Pion blanc sur case blanche g2 · Pion blanc sur case noire h2 · Tour blanche sur case blanche f1 · Roi blanc sur case noire g1 | Tour noire sur case blanche a8 · Roi noir sur case blanche b7 · Cavalier noir sur case noire c7 · Dame blanche sur case noire e7 · Pion noir sur case blanche h7 · Pion noir sur case noire b6 · Pion noir sur case blanche c6 · Pion noir sur case blanche e6 · Pion blanc sur case noire e5 · Pion noir sur case noire g5 · Pion blanc sur case blanche c4 · Pion blanc sur case noire d4 · Dame noire sur case blanche g4 · Cavalier blanc sur case noire c3 · Pion noir sur case blanche f3 · Fou blanc sur case noire d2 · Pion blanc sur case noire f2 · Pion blanc sur case blanche g2 · Pion blanc sur case noire h2 · Tour blanche sur case blanche f1 · Roi blanc sur case noire g1 | Tour noire sur case blanche a8 · Roi noir sur case blanche b7 · Cavalier noir sur case noire c7 · Dame blanche sur case noire e7 · Pion noir sur case blanche h7 · Pion noir sur case noire b6 · Pion noir sur case blanche c6 · Pion noir sur case blanche e6 · Pion blanc sur case noire e5 · Pion noir sur case noire g5 · Pion blanc sur case blanche c4 · Pion blanc sur case noire d4 · Dame noire sur case blanche g4 · Cavalier blanc sur case noire c3 · Pion noir sur case blanche f3 · Fou blanc sur case noire d2 · Pion blanc sur case noire f2 · Pion blanc sur case blanche g2 · Pion blanc sur case noire h2 · Tour blanche sur case blanche f1 · Roi blanc sur case noire g1 | Tour noire sur case blanche a8 · Roi noir sur case blanche b7 · Cavalier noir sur case noire c7 · Dame blanche sur case noire e7 · Pion noir sur case blanche h7 · Pion noir sur case noire b6 · Pion noir sur case blanche c6 · Pion noir sur case blanche e6 · Pion blanc sur case noire e5 · Pion noir sur case noire g5 · Pion blanc sur case blanche c4 · Pion blanc sur case noire d4 · Dame noire sur case blanche g4 · Cavalier blanc sur case noire c3 · Pion noir sur case blanche f3 · Fou blanc sur case noire d2 · Pion blanc sur case noire f2 · Pion blanc sur case blanche g2 · Pion blanc sur case noire h2 · Tour blanche sur case blanche f1 · Roi blanc sur case noire g1 | 5 |
| 4 | Tour noire sur case blanche a8 · Roi noir sur case blanche b7 · Cavalier noir sur case noire c7 · Dame blanche sur case noire e7 · Pion noir sur case blanche h7 · Pion noir sur case noire b6 · Pion noir sur case blanche c6 · Pion noir sur case blanche e6 · Pion blanc sur case noire e5 · Pion noir sur case noire g5 · Pion blanc sur case blanche c4 · Pion blanc sur case noire d4 · Dame noire sur case blanche g4 · Cavalier blanc sur case noire c3 · Pion noir sur case blanche f3 · Fou blanc sur case noire d2 · Pion blanc sur case noire f2 · Pion blanc sur case blanche g2 · Pion blanc sur case noire h2 · Tour blanche sur case blanche f1 · Roi blanc sur case noire g1 | Tour noire sur case blanche a8 · Roi noir sur case blanche b7 · Cavalier noir sur case noire c7 · Dame blanche sur case noire e7 · Pion noir sur case blanche h7 · Pion noir sur case noire b6 · Pion noir sur case blanche c6 · Pion noir sur case blanche e6 · Pion blanc sur case noire e5 · Pion noir sur case noire g5 · Pion blanc sur case blanche c4 · Pion blanc sur case noire d4 · Dame noire sur case blanche g4 · Cavalier blanc sur case noire c3 · Pion noir sur case blanche f3 · Fou blanc sur case noire d2 · Pion blanc sur case noire f2 · Pion blanc sur case blanche g2 · Pion blanc sur case noire h2 · Tour blanche sur case blanche f1 · Roi blanc sur case noire g1 | Tour noire sur case blanche a8 · Roi noir sur case blanche b7 · Cavalier noir sur case noire c7 · Dame blanche sur case noire e7 · Pion noir sur case blanche h7 · Pion noir sur case noire b6 · Pion noir sur case blanche c6 · Pion noir sur case blanche e6 · Pion blanc sur case noire e5 · Pion noir sur case noire g5 · Pion blanc sur case blanche c4 · Pion blanc sur case noire d4 · Dame noire sur case blanche g4 · Cavalier blanc sur case noire c3 · Pion noir sur case blanche f3 · Fou blanc sur case noire d2 · Pion blanc sur case noire f2 · Pion blanc sur case blanche g2 · Pion blanc sur case noire h2 · Tour blanche sur case blanche f1 · Roi blanc sur case noire g1 | Tour noire sur case blanche a8 · Roi noir sur case blanche b7 · Cavalier noir sur case noire c7 · Dame blanche sur case noire e7 · Pion noir sur case blanche h7 · Pion noir sur case noire b6 · Pion noir sur case blanche c6 · Pion noir sur case blanche e6 · Pion blanc sur case noire e5 · Pion noir sur case noire g5 · Pion blanc sur case blanche c4 · Pion blanc sur case noire d4 · Dame noire sur case blanche g4 · Cavalier blanc sur case noire c3 · Pion noir sur case blanche f3 · Fou blanc sur case noire d2 · Pion blanc sur case noire f2 · Pion blanc sur case blanche g2 · Pion blanc sur case noire h2 · Tour blanche sur case blanche f1 · Roi blanc sur case noire g1 | Tour noire sur case blanche a8 · Roi noir sur case blanche b7 · Cavalier noir sur case noire c7 · Dame blanche sur case noire e7 · Pion noir sur case blanche h7 · Pion noir sur case noire b6 · Pion noir sur case blanche c6 · Pion noir sur case blanche e6 · Pion blanc sur case noire e5 · Pion noir sur case noire g5 · Pion blanc sur case blanche c4 · Pion blanc sur case noire d4 · Dame noire sur case blanche g4 · Cavalier blanc sur case noire c3 · Pion noir sur case blanche f3 · Fou blanc sur case noire d2 · Pion blanc sur case noire f2 · Pion blanc sur case blanche g2 · Pion blanc sur case noire h2 · Tour blanche sur case blanche f1 · Roi blanc sur case noire g1 | Tour noire sur case blanche a8 · Roi noir sur case blanche b7 · Cavalier noir sur case noire c7 · Dame blanche sur case noire e7 · Pion noir sur case blanche h7 · Pion noir sur case noire b6 · Pion noir sur case blanche c6 · Pion noir sur case blanche e6 · Pion blanc sur case noire e5 · Pion noir sur case noire g5 · Pion blanc sur case blanche c4 · Pion blanc sur case noire d4 · Dame noire sur case blanche g4 · Cavalier blanc sur case noire c3 · Pion noir sur case blanche f3 · Fou blanc sur case noire d2 · Pion blanc sur case noire f2 · Pion blanc sur case blanche g2 · Pion blanc sur case noire h2 · Tour blanche sur case blanche f1 · Roi blanc sur case noire g1 | Tour noire sur case blanche a8 · Roi noir sur case blanche b7 · Cavalier noir sur case noire c7 · Dame blanche sur case noire e7 · Pion noir sur case blanche h7 · Pion noir sur case noire b6 · Pion noir sur case blanche c6 · Pion noir sur case blanche e6 · Pion blanc sur case noire e5 · Pion noir sur case noire g5 · Pion blanc sur case blanche c4 · Pion blanc sur case noire d4 · Dame noire sur case blanche g4 · Cavalier blanc sur case noire c3 · Pion noir sur case blanche f3 · Fou blanc sur case noire d2 · Pion blanc sur case noire f2 · Pion blanc sur case blanche g2 · Pion blanc sur case noire h2 · Tour blanche sur case blanche f1 · Roi blanc sur case noire g1 | Tour noire sur case blanche a8 · Roi noir sur case blanche b7 · Cavalier noir sur case noire c7 · Dame blanche sur case noire e7 · Pion noir sur case blanche h7 · Pion noir sur case noire b6 · Pion noir sur case blanche c6 · Pion noir sur case blanche e6 · Pion blanc sur case noire e5 · Pion noir sur case noire g5 · Pion blanc sur case blanche c4 · Pion blanc sur case noire d4 · Dame noire sur case blanche g4 · Cavalier blanc sur case noire c3 · Pion noir sur case blanche f3 · Fou blanc sur case noire d2 · Pion blanc sur case noire f2 · Pion blanc sur case blanche g2 · Pion blanc sur case noire h2 · Tour blanche sur case blanche f1 · Roi blanc sur case noire g1 | 4 |
| 3 | Tour noire sur case blanche a8 · Roi noir sur case blanche b7 · Cavalier noir sur case noire c7 · Dame blanche sur case noire e7 · Pion noir sur case blanche h7 · Pion noir sur case noire b6 · Pion noir sur case blanche c6 · Pion noir sur case blanche e6 · Pion blanc sur case noire e5 · Pion noir sur case noire g5 · Pion blanc sur case blanche c4 · Pion blanc sur case noire d4 · Dame noire sur case blanche g4 · Cavalier blanc sur case noire c3 · Pion noir sur case blanche f3 · Fou blanc sur case noire d2 · Pion blanc sur case noire f2 · Pion blanc sur case blanche g2 · Pion blanc sur case noire h2 · Tour blanche sur case blanche f1 · Roi blanc sur case noire g1 | Tour noire sur case blanche a8 · Roi noir sur case blanche b7 · Cavalier noir sur case noire c7 · Dame blanche sur case noire e7 · Pion noir sur case blanche h7 · Pion noir sur case noire b6 · Pion noir sur case blanche c6 · Pion noir sur case blanche e6 · Pion blanc sur case noire e5 · Pion noir sur case noire g5 · Pion blanc sur case blanche c4 · Pion blanc sur case noire d4 · Dame noire sur case blanche g4 · Cavalier blanc sur case noire c3 · Pion noir sur case blanche f3 · Fou blanc sur case noire d2 · Pion blanc sur case noire f2 · Pion blanc sur case blanche g2 · Pion blanc sur case noire h2 · Tour blanche sur case blanche f1 · Roi blanc sur case noire g1 | Tour noire sur case blanche a8 · Roi noir sur case blanche b7 · Cavalier noir sur case noire c7 · Dame blanche sur case noire e7 · Pion noir sur case blanche h7 · Pion noir sur case noire b6 · Pion noir sur case blanche c6 · Pion noir sur case blanche e6 · Pion blanc sur case noire e5 · Pion noir sur case noire g5 · Pion blanc sur case blanche c4 · Pion blanc sur case noire d4 · Dame noire sur case blanche g4 · Cavalier blanc sur case noire c3 · Pion noir sur case blanche f3 · Fou blanc sur case noire d2 · Pion blanc sur case noire f2 · Pion blanc sur case blanche g2 · Pion blanc sur case noire h2 · Tour blanche sur case blanche f1 · Roi blanc sur case noire g1 | Tour noire sur case blanche a8 · Roi noir sur case blanche b7 · Cavalier noir sur case noire c7 · Dame blanche sur case noire e7 · Pion noir sur case blanche h7 · Pion noir sur case noire b6 · Pion noir sur case blanche c6 · Pion noir sur case blanche e6 · Pion blanc sur case noire e5 · Pion noir sur case noire g5 · Pion blanc sur case blanche c4 · Pion blanc sur case noire d4 · Dame noire sur case blanche g4 · Cavalier blanc sur case noire c3 · Pion noir sur case blanche f3 · Fou blanc sur case noire d2 · Pion blanc sur case noire f2 · Pion blanc sur case blanche g2 · Pion blanc sur case noire h2 · Tour blanche sur case blanche f1 · Roi blanc sur case noire g1 | Tour noire sur case blanche a8 · Roi noir sur case blanche b7 · Cavalier noir sur case noire c7 · Dame blanche sur case noire e7 · Pion noir sur case blanche h7 · Pion noir sur case noire b6 · Pion noir sur case blanche c6 · Pion noir sur case blanche e6 · Pion blanc sur case noire e5 · Pion noir sur case noire g5 · Pion blanc sur case blanche c4 · Pion blanc sur case noire d4 · Dame noire sur case blanche g4 · Cavalier blanc sur case noire c3 · Pion noir sur case blanche f3 · Fou blanc sur case noire d2 · Pion blanc sur case noire f2 · Pion blanc sur case blanche g2 · Pion blanc sur case noire h2 · Tour blanche sur case blanche f1 · Roi blanc sur case noire g1 | Tour noire sur case blanche a8 · Roi noir sur case blanche b7 · Cavalier noir sur case noire c7 · Dame blanche sur case noire e7 · Pion noir sur case blanche h7 · Pion noir sur case noire b6 · Pion noir sur case blanche c6 · Pion noir sur case blanche e6 · Pion blanc sur case noire e5 · Pion noir sur case noire g5 · Pion blanc sur case blanche c4 · Pion blanc sur case noire d4 · Dame noire sur case blanche g4 · Cavalier blanc sur case noire c3 · Pion noir sur case blanche f3 · Fou blanc sur case noire d2 · Pion blanc sur case noire f2 · Pion blanc sur case blanche g2 · Pion blanc sur case noire h2 · Tour blanche sur case blanche f1 · Roi blanc sur case noire g1 | Tour noire sur case blanche a8 · Roi noir sur case blanche b7 · Cavalier noir sur case noire c7 · Dame blanche sur case noire e7 · Pion noir sur case blanche h7 · Pion noir sur case noire b6 · Pion noir sur case blanche c6 · Pion noir sur case blanche e6 · Pion blanc sur case noire e5 · Pion noir sur case noire g5 · Pion blanc sur case blanche c4 · Pion blanc sur case noire d4 · Dame noire sur case blanche g4 · Cavalier blanc sur case noire c3 · Pion noir sur case blanche f3 · Fou blanc sur case noire d2 · Pion blanc sur case noire f2 · Pion blanc sur case blanche g2 · Pion blanc sur case noire h2 · Tour blanche sur case blanche f1 · Roi blanc sur case noire g1 | Tour noire sur case blanche a8 · Roi noir sur case blanche b7 · Cavalier noir sur case noire c7 · Dame blanche sur case noire e7 · Pion noir sur case blanche h7 · Pion noir sur case noire b6 · Pion noir sur case blanche c6 · Pion noir sur case blanche e6 · Pion blanc sur case noire e5 · Pion noir sur case noire g5 · Pion blanc sur case blanche c4 · Pion blanc sur case noire d4 · Dame noire sur case blanche g4 · Cavalier blanc sur case noire c3 · Pion noir sur case blanche f3 · Fou blanc sur case noire d2 · Pion blanc sur case noire f2 · Pion blanc sur case blanche g2 · Pion blanc sur case noire h2 · Tour blanche sur case blanche f1 · Roi blanc sur case noire g1 | 3 |
| 2 | Tour noire sur case blanche a8 · Roi noir sur case blanche b7 · Cavalier noir sur case noire c7 · Dame blanche sur case noire e7 · Pion noir sur case blanche h7 · Pion noir sur case noire b6 · Pion noir sur case blanche c6 · Pion noir sur case blanche e6 · Pion blanc sur case noire e5 · Pion noir sur case noire g5 · Pion blanc sur case blanche c4 · Pion blanc sur case noire d4 · Dame noire sur case blanche g4 · Cavalier blanc sur case noire c3 · Pion noir sur case blanche f3 · Fou blanc sur case noire d2 · Pion blanc sur case noire f2 · Pion blanc sur case blanche g2 · Pion blanc sur case noire h2 · Tour blanche sur case blanche f1 · Roi blanc sur case noire g1 | Tour noire sur case blanche a8 · Roi noir sur case blanche b7 · Cavalier noir sur case noire c7 · Dame blanche sur case noire e7 · Pion noir sur case blanche h7 · Pion noir sur case noire b6 · Pion noir sur case blanche c6 · Pion noir sur case blanche e6 · Pion blanc sur case noire e5 · Pion noir sur case noire g5 · Pion blanc sur case blanche c4 · Pion blanc sur case noire d4 · Dame noire sur case blanche g4 · Cavalier blanc sur case noire c3 · Pion noir sur case blanche f3 · Fou blanc sur case noire d2 · Pion blanc sur case noire f2 · Pion blanc sur case blanche g2 · Pion blanc sur case noire h2 · Tour blanche sur case blanche f1 · Roi blanc sur case noire g1 | Tour noire sur case blanche a8 · Roi noir sur case blanche b7 · Cavalier noir sur case noire c7 · Dame blanche sur case noire e7 · Pion noir sur case blanche h7 · Pion noir sur case noire b6 · Pion noir sur case blanche c6 · Pion noir sur case blanche e6 · Pion blanc sur case noire e5 · Pion noir sur case noire g5 · Pion blanc sur case blanche c4 · Pion blanc sur case noire d4 · Dame noire sur case blanche g4 · Cavalier blanc sur case noire c3 · Pion noir sur case blanche f3 · Fou blanc sur case noire d2 · Pion blanc sur case noire f2 · Pion blanc sur case blanche g2 · Pion blanc sur case noire h2 · Tour blanche sur case blanche f1 · Roi blanc sur case noire g1 | Tour noire sur case blanche a8 · Roi noir sur case blanche b7 · Cavalier noir sur case noire c7 · Dame blanche sur case noire e7 · Pion noir sur case blanche h7 · Pion noir sur case noire b6 · Pion noir sur case blanche c6 · Pion noir sur case blanche e6 · Pion blanc sur case noire e5 · Pion noir sur case noire g5 · Pion blanc sur case blanche c4 · Pion blanc sur case noire d4 · Dame noire sur case blanche g4 · Cavalier blanc sur case noire c3 · Pion noir sur case blanche f3 · Fou blanc sur case noire d2 · Pion blanc sur case noire f2 · Pion blanc sur case blanche g2 · Pion blanc sur case noire h2 · Tour blanche sur case blanche f1 · Roi blanc sur case noire g1 | Tour noire sur case blanche a8 · Roi noir sur case blanche b7 · Cavalier noir sur case noire c7 · Dame blanche sur case noire e7 · Pion noir sur case blanche h7 · Pion noir sur case noire b6 · Pion noir sur case blanche c6 · Pion noir sur case blanche e6 · Pion blanc sur case noire e5 · Pion noir sur case noire g5 · Pion blanc sur case blanche c4 · Pion blanc sur case noire d4 · Dame noire sur case blanche g4 · Cavalier blanc sur case noire c3 · Pion noir sur case blanche f3 · Fou blanc sur case noire d2 · Pion blanc sur case noire f2 · Pion blanc sur case blanche g2 · Pion blanc sur case noire h2 · Tour blanche sur case blanche f1 · Roi blanc sur case noire g1 | Tour noire sur case blanche a8 · Roi noir sur case blanche b7 · Cavalier noir sur case noire c7 · Dame blanche sur case noire e7 · Pion noir sur case blanche h7 · Pion noir sur case noire b6 · Pion noir sur case blanche c6 · Pion noir sur case blanche e6 · Pion blanc sur case noire e5 · Pion noir sur case noire g5 · Pion blanc sur case blanche c4 · Pion blanc sur case noire d4 · Dame noire sur case blanche g4 · Cavalier blanc sur case noire c3 · Pion noir sur case blanche f3 · Fou blanc sur case noire d2 · Pion blanc sur case noire f2 · Pion blanc sur case blanche g2 · Pion blanc sur case noire h2 · Tour blanche sur case blanche f1 · Roi blanc sur case noire g1 | Tour noire sur case blanche a8 · Roi noir sur case blanche b7 · Cavalier noir sur case noire c7 · Dame blanche sur case noire e7 · Pion noir sur case blanche h7 · Pion noir sur case noire b6 · Pion noir sur case blanche c6 · Pion noir sur case blanche e6 · Pion blanc sur case noire e5 · Pion noir sur case noire g5 · Pion blanc sur case blanche c4 · Pion blanc sur case noire d4 · Dame noire sur case blanche g4 · Cavalier blanc sur case noire c3 · Pion noir sur case blanche f3 · Fou blanc sur case noire d2 · Pion blanc sur case noire f2 · Pion blanc sur case blanche g2 · Pion blanc sur case noire h2 · Tour blanche sur case blanche f1 · Roi blanc sur case noire g1 | Tour noire sur case blanche a8 · Roi noir sur case blanche b7 · Cavalier noir sur case noire c7 · Dame blanche sur case noire e7 · Pion noir sur case blanche h7 · Pion noir sur case noire b6 · Pion noir sur case blanche c6 · Pion noir sur case blanche e6 · Pion blanc sur case noire e5 · Pion noir sur case noire g5 · Pion blanc sur case blanche c4 · Pion blanc sur case noire d4 · Dame noire sur case blanche g4 · Cavalier blanc sur case noire c3 · Pion noir sur case blanche f3 · Fou blanc sur case noire d2 · Pion blanc sur case noire f2 · Pion blanc sur case blanche g2 · Pion blanc sur case noire h2 · Tour blanche sur case blanche f1 · Roi blanc sur case noire g1 | 2 |
| 1 | Tour noire sur case blanche a8 · Roi noir sur case blanche b7 · Cavalier noir sur case noire c7 · Dame blanche sur case noire e7 · Pion noir sur case blanche h7 · Pion noir sur case noire b6 · Pion noir sur case blanche c6 · Pion noir sur case blanche e6 · Pion blanc sur case noire e5 · Pion noir sur case noire g5 · Pion blanc sur case blanche c4 · Pion blanc sur case noire d4 · Dame noire sur case blanche g4 · Cavalier blanc sur case noire c3 · Pion noir sur case blanche f3 · Fou blanc sur case noire d2 · Pion blanc sur case noire f2 · Pion blanc sur case blanche g2 · Pion blanc sur case noire h2 · Tour blanche sur case blanche f1 · Roi blanc sur case noire g1 | Tour noire sur case blanche a8 · Roi noir sur case blanche b7 · Cavalier noir sur case noire c7 · Dame blanche sur case noire e7 · Pion noir sur case blanche h7 · Pion noir sur case noire b6 · Pion noir sur case blanche c6 · Pion noir sur case blanche e6 · Pion blanc sur case noire e5 · Pion noir sur case noire g5 · Pion blanc sur case blanche c4 · Pion blanc sur case noire d4 · Dame noire sur case blanche g4 · Cavalier blanc sur case noire c3 · Pion noir sur case blanche f3 · Fou blanc sur case noire d2 · Pion blanc sur case noire f2 · Pion blanc sur case blanche g2 · Pion blanc sur case noire h2 · Tour blanche sur case blanche f1 · Roi blanc sur case noire g1 | Tour noire sur case blanche a8 · Roi noir sur case blanche b7 · Cavalier noir sur case noire c7 · Dame blanche sur case noire e7 · Pion noir sur case blanche h7 · Pion noir sur case noire b6 · Pion noir sur case blanche c6 · Pion noir sur case blanche e6 · Pion blanc sur case noire e5 · Pion noir sur case noire g5 · Pion blanc sur case blanche c4 · Pion blanc sur case noire d4 · Dame noire sur case blanche g4 · Cavalier blanc sur case noire c3 · Pion noir sur case blanche f3 · Fou blanc sur case noire d2 · Pion blanc sur case noire f2 · Pion blanc sur case blanche g2 · Pion blanc sur case noire h2 · Tour blanche sur case blanche f1 · Roi blanc sur case noire g1 | Tour noire sur case blanche a8 · Roi noir sur case blanche b7 · Cavalier noir sur case noire c7 · Dame blanche sur case noire e7 · Pion noir sur case blanche h7 · Pion noir sur case noire b6 · Pion noir sur case blanche c6 · Pion noir sur case blanche e6 · Pion blanc sur case noire e5 · Pion noir sur case noire g5 · Pion blanc sur case blanche c4 · Pion blanc sur case noire d4 · Dame noire sur case blanche g4 · Cavalier blanc sur case noire c3 · Pion noir sur case blanche f3 · Fou blanc sur case noire d2 · Pion blanc sur case noire f2 · Pion blanc sur case blanche g2 · Pion blanc sur case noire h2 · Tour blanche sur case blanche f1 · Roi blanc sur case noire g1 | Tour noire sur case blanche a8 · Roi noir sur case blanche b7 · Cavalier noir sur case noire c7 · Dame blanche sur case noire e7 · Pion noir sur case blanche h7 · Pion noir sur case noire b6 · Pion noir sur case blanche c6 · Pion noir sur case blanche e6 · Pion blanc sur case noire e5 · Pion noir sur case noire g5 · Pion blanc sur case blanche c4 · Pion blanc sur case noire d4 · Dame noire sur case blanche g4 · Cavalier blanc sur case noire c3 · Pion noir sur case blanche f3 · Fou blanc sur case noire d2 · Pion blanc sur case noire f2 · Pion blanc sur case blanche g2 · Pion blanc sur case noire h2 · Tour blanche sur case blanche f1 · Roi blanc sur case noire g1 | Tour noire sur case blanche a8 · Roi noir sur case blanche b7 · Cavalier noir sur case noire c7 · Dame blanche sur case noire e7 · Pion noir sur case blanche h7 · Pion noir sur case noire b6 · Pion noir sur case blanche c6 · Pion noir sur case blanche e6 · Pion blanc sur case noire e5 · Pion noir sur case noire g5 · Pion blanc sur case blanche c4 · Pion blanc sur case noire d4 · Dame noire sur case blanche g4 · Cavalier blanc sur case noire c3 · Pion noir sur case blanche f3 · Fou blanc sur case noire d2 · Pion blanc sur case noire f2 · Pion blanc sur case blanche g2 · Pion blanc sur case noire h2 · Tour blanche sur case blanche f1 · Roi blanc sur case noire g1 | Tour noire sur case blanche a8 · Roi noir sur case blanche b7 · Cavalier noir sur case noire c7 · Dame blanche sur case noire e7 · Pion noir sur case blanche h7 · Pion noir sur case noire b6 · Pion noir sur case blanche c6 · Pion noir sur case blanche e6 · Pion blanc sur case noire e5 · Pion noir sur case noire g5 · Pion blanc sur case blanche c4 · Pion blanc sur case noire d4 · Dame noire sur case blanche g4 · Cavalier blanc sur case noire c3 · Pion noir sur case blanche f3 · Fou blanc sur case noire d2 · Pion blanc sur case noire f2 · Pion blanc sur case blanche g2 · Pion blanc sur case noire h2 · Tour blanche sur case blanche f1 · Roi blanc sur case noire g1 | Tour noire sur case blanche a8 · Roi noir sur case blanche b7 · Cavalier noir sur case noire c7 · Dame blanche sur case noire e7 · Pion noir sur case blanche h7 · Pion noir sur case noire b6 · Pion noir sur case blanche c6 · Pion noir sur case blanche e6 · Pion blanc sur case noire e5 · Pion noir sur case noire g5 · Pion blanc sur case blanche c4 · Pion blanc sur case noire d4 · Dame noire sur case blanche g4 · Cavalier blanc sur case noire c3 · Pion noir sur case blanche f3 · Fou blanc sur case noire d2 · Pion blanc sur case noire f2 · Pion blanc sur case blanche g2 · Pion blanc sur case noire h2 · Tour blanche sur case blanche f1 · Roi blanc sur case noire g1 | 1 |
|   | a | b | c | d | e | f | g | h |   |

Par rayons X, une pièce peut aussi défendre indirectement une pièce amie à travers une pièce ennemie. Cette définition est employée par le Maître national de la Fédération américaine des échecs et auteur Bruce Pandolfini, qui affirme qu’une des significations du terme « rayon X » est « une défense en enfilade le long d’une rangée, d’une colonne ou d’une diagonale », qui « protège une pièce amie à travers une pièce ennemie située au milieu sur la même ligne ». Raymond Keene utilise également le terme dans ce sens en analysant la partie Fischer-Bisguier, New York 1957. En analysant une variante possible qui aurait pu être jouée dans cette partie (voir diagramme de gauche), Keene écrit que 28. Dxg5 (où la dame blanche défend contre 28...Dxg2 Mat à travers la dame noire en g4) est « un motif de rayon X, comme Fischer l’a un jour décrit ».